# 山斑小头蛇
山斑小头蛇（学名：Oligodon taeniatus）为游蛇科小头蛇属的爬行动物。分布于泰国、老挝、柬埔寨、越南以及中国大陆的云南等地，多见于山地。该物种的模式产地在柬埔寨。